# 佐々木・和辻論争
佐々木・和辻論争（ささき・わつじろんそう）は戦後間もなく時期に、憲法学者の佐々木惣一と哲学者の和辻哲郎の間でなされた論争であり、日本国憲法制定に伴い国体が変革したか否かをめぐる国体論争の一つである。
佐々木は、大日本帝国憲法においては、主権者は統治権の総攬者である天皇であったが、戦後の日本国憲法制定により、主権者は統治権の総攬者である天皇から国民となり、これによって、日本は君主国体から民主国体に変わったと主張した。佐々木の主張する国体とは、憲法上の主権の所在によって区別されるもので、国体概念は政治様式によるとされる。
これに対し和辻は、誰が統治権の総攬者なのかは国体ではなく政体の問題であり、一般社会の考えでは、天皇は国民の象徴であり、国民の憧れであるという事実は変化していないので、日本国憲法制定後も、国体に根本的な変化はないと主張した。和辻の主張する国体とは、日本の歴史を一貫する特性であり、天皇が国民の象徴であることとされる。
なお、大日本帝国憲法から日本国憲法制定には主権の変動を伴っており、憲法改正による主権の所在の変更ができるのか否かなど学説上争いがあり、憲法改正無限界説や憲法改正限界説、八月革命説なども相まみえ、議論を呼んだ。

## 関連文献
- 和辻哲郎『新編 国民統合の象徴』中央公論新社〈中公クラシックス〉、2019年、苅部直解説

初版は勁草書房（1948年）、佐々木・和辻の論争文も収録、電子書籍も刊。　